# Paul Hindemith
Paul Hindemith (Hanau, 16 novembre 1895 – Francoforte, 28 dicembre 1963) è stato un compositore, violista, direttore d'orchestra, teorico musicale, didatta e librettista tedesco.

## Biografia

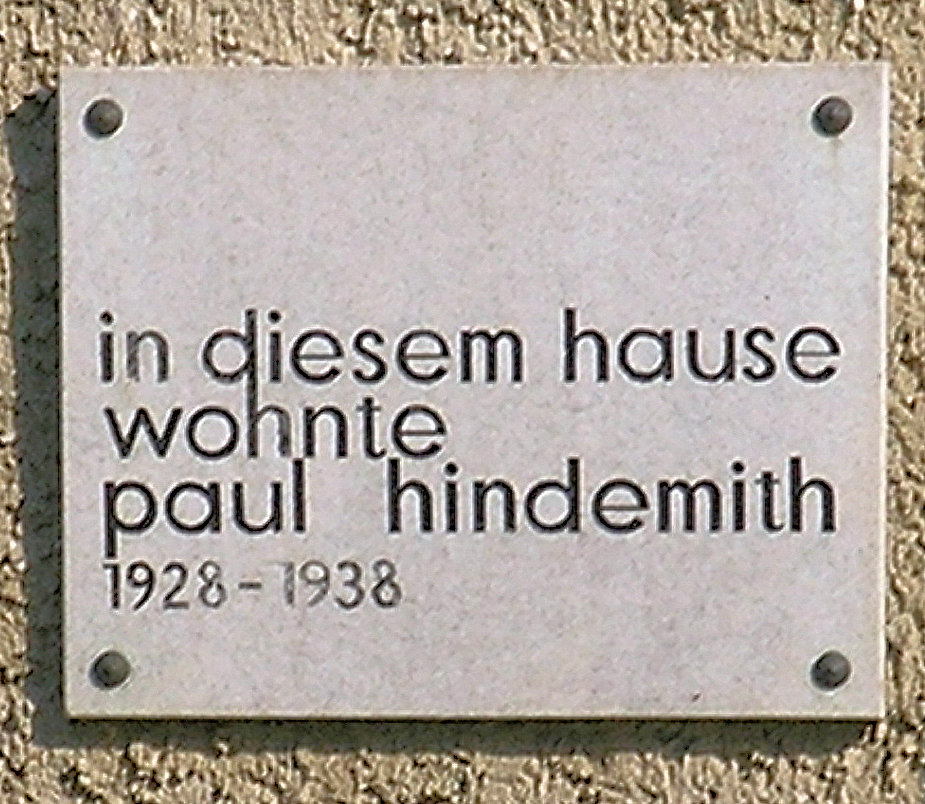
Epigrafe commemorativa sulla casa di Hindemith negli anni Trenta

Hindemith imparò giovanissimo a suonare il violino, ma i suoi genitori non condividevano le sue ambizioni musicali. Ottennero così, come risultato, la sua partenza da casa all'età di undici anni. Paul entrò quindi al Conservatorio Superiore di Francoforte sul Meno, dove studiò direzione, composizione e violino sotto la guida di Arnold Mendelssohn e Bernhard Sekles, e si procurò da vivere suonando in complessini di musica da ballo e commedie musicali. Diresse poi l'orchestra del Teatro d'Opera di Francoforte dal 1915 al 1923 e suonò nel Quartetto Rebner nel 1921, nel quale sosteneva il ruolo di secondo violino e, più tardi, di viola. Dal 1922 fece parte, per un certo periodo, del Quartetto Amar, fondato da Licco Amar, nel quale egli suonava la viola. Il quartetto dedicò numerose esibizioni alle composizioni di Hindemith, tra le altre anche quelle del Festival di Donaueschingen e Hindemith dedicò ad Amar la Sonata op. 31, 1.
Nel 1922, alcuni suoi brani vennero eseguiti al festival della Società Internazionale per la Musica Contemporanea a Salisburgo e lo imposero all'attenzione del pubblico internazionale. L'anno seguente, cominciò a lavorare come organizzatore del Festival di Donaueschingen, dove si premurò di inserire in cartellone i lavori di diversi compositori contemporanei, tra i quali Anton Webern e Arnold Schönberg. A partire dal 1927 insegnò composizione a Berlino e negli anni trenta andò spesso anche ad Ankara, dove gli venne assegnato il compito di riorganizzare la vita musicale turca. Verso la fine degli anni trenta compì diverse tournée come solista di viola e viola d'amore.
Nonostante le proteste del direttore Wilhelm Furtwängler, il nazismo dichiarò "degenerata" la musica hindemithiana, obbligando il Maestro (1940) a emigrare negli Stati Uniti dove insegnò musica alla Yale University e ad Harvard, influenzando compositori americani più giovani, come Harold Shapero e Robert Strassburg. Prese la cittadinanza statunitense nel 1946, ma ritornò in Europa nel 1953, stabilendosi a Zurigo ed insegnando nella locale Università. L'attività direttoriale si intensificò ulteriormente in questi ultimi anni. Nel 1962 vinse il Premio Balzan per la musica.
Hindemith morì a Francoforte sul Meno, a sessantotto anni, per una pancreatite acuta.

## La musica di Hindemith

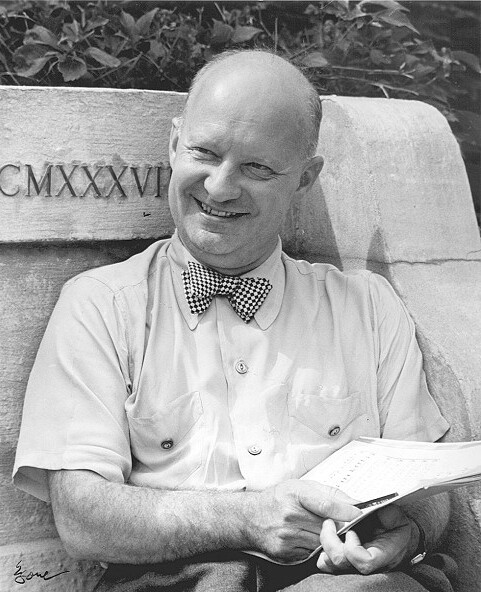
Hindemith nel 1945

I suoi lavori giovanili sono scritti con un idioma tardo-romantico. In seguito egli produsse lavori di impostazione espressionista, vicini, nel linguaggio, a quelli del giovane Arnold Schönberg, prima di sviluppare una sua complessa tecnica contrappuntistica intorno agli anni venti, da alcuni (anche al giorno d'oggi) considerata di difficile comprensione. Hindemith è stato definito come autore neoclassico, ma il suo stile è molto differente da quello di altre opere classificate in questo modo. Infatti, sebbene il suo linguaggio possa considerarsi in debito con Bach e con Mozart, la ferrea logica costruttiva e il radicato senso dell'armonia e del diatonismo portano Hindemith ad una crudezza politonale che lo distanzia dagli esponenti centrali del neoclassicismo, ed in particolare da Igor' Fëdorovič Stravinskij.
Questo nuovo stile, discostato dall'espressionismo e dal tardo romanticismo tedesco ma vicino alla corrente della Nuova oggettività (Neue Sachlichkeit), è magistralmente illustrato in una serie di lavori intitolati Kammermusik (letteralmente musica da camera) datati 1922-1927. Ognuno di questi brani è scritto per un diverso insieme strumentale, alcuni dei quali del tutto inusitati, e presenta (a partire dalla prima, Op.24) un contrappunto molto innovativo, immerso in pulsioni ritmiche aggressive (lontane però da quella percussività che si verrà delineando con Prokof'ev e Bartók). Per esempio la Kammermusik No. 6, è un concerto per viola d'amore, uno strumento che era caduto in disuso dopo la fine dell'epoca barocca, ma che lo stesso Hindemith suonava. Continuò a scrivere per "ensemble" atipici per tutto il resto della sua vita, producendo ad esempio una sonata per contrabbasso e pianoforte nel 1949.
Nel 1926 compose Cardillac, un'opera in 3 atti su testo di Ferdinand Lionne. Fra tutte è questa forse la più importante, per la vicinanza del testo al Wozzeck di Alban Berg, e perché si può dire che essa simboleggi le tensioni tra l'artista moderno e la società dell'epoca. Già solo per questa ragione la composizione di Hindemith si pone in netto contrasto con le opere di Puccini e altre ancora, come ad esempio Pelléas et Mélisande di Debussy.  In Cardillac  c'è un uso interessante del coro iniziale che imita una folla urlante.
Intorno agli anni trenta, Hindemith cominciò a scrivere meno per gruppi da camera e più per grandi formazioni orchestrali. 
Nel 1931 ci fu la première a Berlino di Das Unaufhörliche, oratorio in 3 parti e 18 sezioni per soprano, tenore, baritono, basso, coro, coro di voci bianche e orchestra di Hindemith, libretto di Gottfried Benn, diretto da Otto Klemperer.
Negli anni che vanno dal 1933 al 1935, compose l'opera Mathis der Maler (Mattia il pittore), basata sulla vita del pittore Matthias Grünewald. Come molti lavori di Hindemith, essa fu assai apprezzata in seno ai circoli musicali ma non ebbe successo presso il
pubblico ed è rappresentata raramente. Essa combina il neo-classicismo dei primi lavori con la musica popolare.  La prima esecuzione avvenne a Zurigo, in Svizzera, ben 4 anni dopo la sua stesura, ma non ottenne recensioni sulla stampa tedesca. Lo stesso Hindemith aveva composto, con parte della musica di quest'opera, una sinfonia puramente strumentale (anch'essa intitolata Mattia il pittore), che è invece uno dei suoi lavori più eseguiti.
Hindemith, come Kurt Weill e Ernst Křenek, scrisse Gebrauchsmusik ("musica d'uso"), musica, cioè, con un preciso proposito politico e/o sociale, e spesso dedicata agli amatori. Quest'idea gli era stata suggerita da Bertolt Brecht. 
Con lo stesso intento artistico compose l'operina per bambini Wir bauen eine Stadt (Costruiamo una città), recita per ragazzi su testo di Robert Seitz (rappresentata per la prima volta a Berlino il 21 giugno 1930 dalla Kinder Berliner Schulen). 
Un altro esempio di questo tipo di musica è la sua Trauermusik (musica funebre), scritta nel 1936. Hindemith stava preparando un concerto per la BBC quando venne a conoscenza della morte del re Giorgio V. Rapidamente scrisse questo pezzo per sola viola e orchestra d'archi per ricordare il tragico evento, e la prima esecuzione avvenne proprio lo stesso giorno. Hindemith, più tardi, rifiutò il termine Gebrauchsmusik, sostenendo che si trattava di un equivoco.

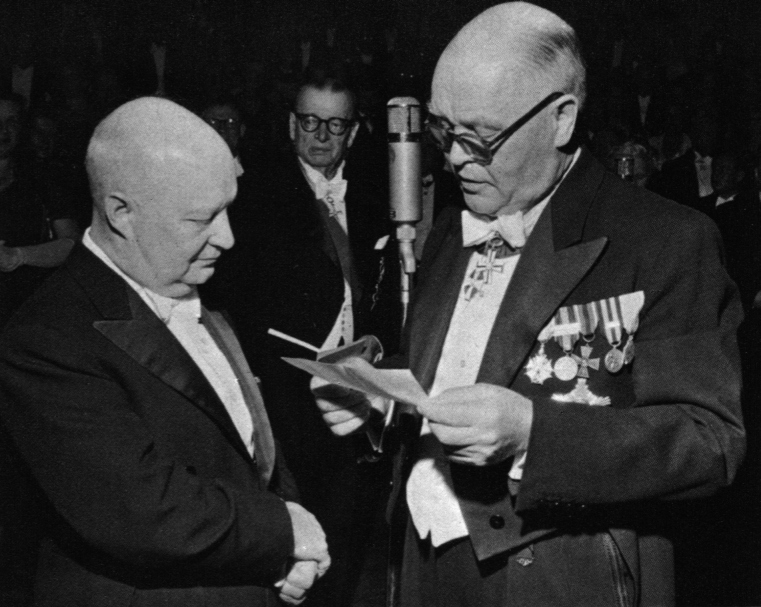
Hindemith, mentre riceve il Premio Sibelius nel 1955

Alla fine degli anni trenta Hindemith scrisse il libro teorico L'arte della composizione musicale, nel quale egli classifica tutti gli intervalli musicali, dal più consonante al più dissonante. Da quest'opera emerge la tecnica compositiva di Hindemith, che egli continuò ad usare per tutti gli anni trenta e per tutta la vita: questo testo aumentò la sua fama di compositore teoricamente interessante ma privo di interesse dal punto di vista emotivo (affermazione, quest'ultima, estremamente discutibile). Un altro importante trattato venne scritto nel 1937: Unterweisung im Tonsatz, in cui viene riassunto il concetto di Grundton, ovvero "tono fondamentale", elemento generatore di tutta la costruzione musicale, melodica, armonica e contrappuntistica, e nel quale viene tentata una dimostrazione scientifico-antropologica della tonalità come fenomeno naturale, in contrapposizione evidente con la pantonalità o atonalità di Schoenberg. 
Il suo brano per pianoforte Ludus Tonalis è da molti visto come un ulteriore esempio di ciò. Esso contiene dodici fughe alla Johann Sebastian Bach, intervallate ognuna da un interludio, durante il quale la musica si sposta dalla tonalità della fuga precedente a quella seguente (salvo eccezioni).
Filippo Tommaso Marinetti, autore del Manifesto del Futurismo, definì Hindemith "esponente del macchinismo futurista", trovando legami nell'opera Neues vom Tage (Novità del giorno) con la Macchina del Cioccolato di Marcel Duchamp. Il futurismo di Hindemith si ferma però agli anni trenta, dove troviamo un ripensamento bachiano con un'armonia decisamente diatonica. Nelle opere teatrali invece lo stile di Hindemith mantiene quell'impegno sociale di stile espressionista che talvolta è un teatro pensato per i giovani, ovvero un teatro pedagogico.
Oltre alla sinfonia dall'opera Mathis der Maler,  il lavoro più famoso di Hindemith (sia su disco che dal vivo) sono forse le Metamorfosi sinfoniche su un tema di Carl Maria von Weber, scritte nel 1943. In questo brano, Hindemith si serve di melodie prese da vari lavori di Weber, soprattutto duetti per pianoforte, ma anche un tema dall'ouverture alle sue musiche di scena per la Turandot, che egli trasformò e adattò in modo tale che ogni movimento del pezzo si basasse su uno specifico tema.

## Opere principali

### Opere teatrali
- Mörder, Hoffnung der Frauen (Assassino, speranza delle donne) (1921)
- Das Nusch-Nuschi (1920)
- Sancta Susanna (1921)
- Hin und zurück (Andata e ritorno) (1927)
- Neues vom Tage (Novità del giorno) opera comica in 3 parti, libretto di Marcellus Schiffer (1928-29; revisione1953-54). Nel 1929 Otto Klemperer diresse la première nella Krolloper di Berlino.
- Mathis der Maler (Mattia il pittore) (1934-1935)
- Cardillac (1926; revisione 1952/1961)
- Wir bauen eine Stadt (Costruiamo una città) Recita per ragazzi su testo di Robert Seitz (1920)
- Die Harmonie der Welt (L'Armonia del mondo) (1957 al Prinzregententheater di Monaco di Baviera)
- The Long Christmas Dinner (Il lungo pranzo di Natale) (1960-61)

### Oratorio
- Das Unaufhörliche (1931)

### Balletti
- Triadisches Ballett, con Oskar Schlemmer (1923)
- Nobilissima Visione, con Léonide Massine (1938 al Teatro La Fenice di Venezia)
- Herodiade (1944)
- The Four Temperaments (partitura per pianoforte e archi).

### Orchestrale
- Concerto per orchestra op.38 (1925)
- Musica da concerto per archi e strumenti a fiato ("Sinfonia Boston") op.50 (1930)
- Concerto filarmonico (Variazioni per orchestra) (1932)
- Sinfonia "Mathis der Maler" ("Mattia il pittore") (1933-1934)
- Sinfonia in mi bemolle maggiore (1940) nell'University of Minnesota's Northrop Auditorium di Minneapolis diretta da Dimitri Mitropoulos
- Metamorfosi sinfoniche su temi di Carl Maria von Weber (1943), anteprima nel 1947 a Düsseldorf nel corso del Festival della Musica del Reno Inferiore
- Sinfonia serena (1946)
- Symphonietta (Piccola sinfonia) in mi maggiore (1949)
- Sinfonia "Die Harmonie der Welt" (1951)
- Sinfonia in Si bemolle per banda da concerto (1951)
- Pittsburgh Symphony (Sinfonia Pittsburgh) (1958)

### Musica da concerto
- Konzertmusik per banda op. 41 (1926)
- Konzertmusik per viola e grande orchestra da camera op. 48 (1930) nell'Alte Philharmonie Saal di Berlino diretto da Wilhelm Furtwängler
- Konzertmusik per pianoforte, strumenti a fiato e due arpe op. 49 (1930)
- Konzertmusik per orchestra d'archi e strumenti a fiato op. 50 (1930)

### Concerti
- Concerto in Mi bemolle per violoncello e orchestra op. 3 (1915-1916)
- Der Schwanendreher, concerto per viola e piccola orchestra su vecchi canti popolari (1935)
- Trauermusik, per viola (violino o violoncello) e orchestra d'archi (1936)
- Concerto per violino e orchestra (1939)
- Concerto per violoncello e orchestra (1940)
- Concerto per pianoforte e orchestra (1945)
- Concerto per clarinetto e orchestra (1947)
- Concerto per fiati, arpa e orchestra (1949)
- Concerto per corno e orchestra (1949)
- Concerto per tromba, fagotto e orchestra d'archi (1949/1952)
- Concerto per organo e orchestra (1962-1963)

### Musica da camera

#### Pezzi vari
- Otto pezzi per 2 violini, viola, violoncello e contrabbasso (1927)

#### Trii
- Trio per viola, heckelphone e pianoforte (1928-1929)
- Trio per archi n. 1, op. 35 (1924)
- Trio per chitarre (Rondo für drei Gitarren) (1925)
- Trio per archi n. 2 in sol diesis/la bemolle (1933) nella Koninklijke Harmonie di Anversa diretta da Emanuel Feuermann

#### Quartetti
- Quartetto per archi n. 1 in Do op. 2
- Quartetto per archi n. 2 in Fa minore op. 10
- Quartetto per archi n. 3 in Do op. 16
- Quartetto per archi n. 4 op. 22
- Quartetto per archi n. 5 op. 32
- Quartetto per archi n. 6 in Mi bemolle
- Quartetto per archi n. 7 in Mi bemolle

#### Quintetti
- Quintetto per fiati n. 1
- Quintetto per fiati n. 2
- Quintetto per clarinetto ed archi op. 30 (1923)

#### Settetti
- Settetto per flauto, oboe, clarinetto, clarinetto basso, fagotto, corno e tromba (1948)

#### Ottetti
- Ottetto per clarinetto, fagotto, corno, violino, 2 viole, violoncello e controfagotto (1958)

#### Altri organici
- Kammermusik n. 1 (1921)
- Kammermusik n. 2 (1924)
- Kammermusik n. 3 (1925)
- Kammermusik n. 4 (1925)
- Kammermusik n. 5 (1927)
- Kammermusik n. 6 (1927)
- Kammermusik n. 7 (1927)

### Pianoforte
- Suite 1922 op. 26 (1922)
- Sonata per pianoforte n. 1 (1936)
- Sonata per pianoforte n. 2 (1936)
- Sonata per pianoforte n. 3 (1936)
- Sonata per pianoforte (4 mani) (1938)
- Sonata per due pianoforti (4 mani) (1942)
- Ludus Tonalis (1942)

### Violino
- Sonata per violino e pianoforte n. 1 in Mi bemolle, op. 11  (1918)
- Sonata per violino e pianoforte n. 2 in Re, op. 11  (1918)
- Sonata per violino e pianoforte n. 3 in Mi (1935)
- Sonata per violino e pianoforte n. 4 in Do
- Sonata per violino solo (n. 1), op. 31 n. 1 (1924)
- Sonata per violino solo (n. 2), op. 31 n. 2 (1924)
- Sonata per violino solo op. 11 n. 6 (1917/1918)

### Viola
- Sonata per viola e pianoforte, op. 11 n. 4 (1919)
- Sonata per viola sola, op. 11 n. 5 (1919)
- Sonata per viola sola, op. 25 n. 1 (1922)
- Sonata per viola e pianoforte, op. 25 n. 4 (1922)
- Sonata per viola sola, op. 31 n. 4
- Sonata per viola sola (1937)
- Sonata per viola e pianoforte (1939)
- Sonata per viola d'amore e pianoforte n. 2, op. 25  (1922)

### Violoncello
- 3 pezzi per violoncello e pianoforte (1917)
- Sonata per violoncello e pianoforte op. 11 n. 3  (1919)
- Sonata per violoncello solo op. 25 n. 3 (1922)
- Tre pezzi facili per violoncello e pianoforte (1938)
- A Frog He Went a Courting,  variazioni per violoncello e pianoforte (1941)
- Piccola sonata per violoncello e pianoforte (1942)
- Kammermusik n. 3 per violoncello e 10 strumenti (1925)
- Sonata in mi maggiore per violoncello e pianoforte (1949 con Enrico Mainardi al Teatro La Fenice di Venezia)

### Contrabbasso
- Sonata per contrabbasso (1949)

### Flauto
- Sonata per flauto (1936)
- Otto pezzi per flauto (1927)

### Oboe
- Sonata per oboe (1938)
- Sonata per corno inglese (1941)

### Corno
- Sonata per corno francese  (1939)
- Sonata per saxofono contralto in mib, o flicorno contralto in mib, o corno francese (1943)
- Sonata per quattro corni (1952)

### Sassofono
- Trio op. 47 per sassofono tenore (o heckelphone), viola e pianoforte (1928)
- Pezzo da concerto per due sassofoni contralto (1933)
- Sonata per sassofono contralto in mib, o flicorno contralto in mib, o corno francese e pianoforte (1943)

### Clarinetto
- Sonata per clarinetto (1939)
- Concerto per clarinetto

### Fagotto
- 4 pezzi per fagotto e violoncello (1941)
- Sonata per fagotto (1938)

### Tromba
- Sonata per tromba (1939)

### Trombone
- Sonata per trombone (1941)

### Tuba
- Sonata per tuba (1955)

### Arpa
- Sonata per arpa  (1939)

### Organo
- Sonata per organo n. 1 (1937)
- Sonata per organo n. 2 (1937)
- Sonata per organo n. 3 su vecchi canti popolari (1940)

### Musica per coro
- Six chansons per coro a 4 voci miste su poesie in francese di Rainer Maria Rilke

## Discografia parziale
- Hindemith, The complete recordings on Deutsche Grammophon - Hindemith/BPO, Deutsche Grammophon